# Max Volmer
Max Volmer (Hilden, 3 maggio 1885 – Potsdam, 3 giugno 1965) è stato un chimico e fisico tedesco.
È conosciuto principalmente per i suoi contributi nell'ambito dell'elettrochimica, in particolare sulla cinetica di elettrodo. A lui e a John Alfred Valentine Butler si deve la formulazione dell'equazione di Butler-Volmer.

## Biografia
Dal 1905 al 1908 studiò all'Università di Marburgo. Continuò poi gli studi all'Università di Lipsia, dove ottenne il dottorato nel 1910, il quale riguardava dei processi fotochimici in vuoto spinto.
Nel 1916 lavorò nella ricerca per scopi militari all'Istituto di chimica-fisica della Humboldt-Universität zu Berlin (chiamata allora "Università di Friedrich-Wilhelms").
Nel 1919 inventò la pompa a diffusione a mercurio. Assieme a Otto Stern formulò l'equazione di Stern–Volmer sui processi di disattivazione intermolecolare. Allo stesso periodo risale il concetto di "isoterma di Volmer".
Nel 1920 diventa professore straordinario di chimica fisica e elettrochimica all'Università di Amburgo e nel 1922 diventa professore ordinario all'Università tecnica di Berlino. Durante questo periodo indaga il processo di deposizione da fase gassosa noto come "diffusione di Volmer" e svolge studi sull'accrescimento dei cristalli e sulle perdite ohmiche.
Dal 1945 al 1955 lavorò nell'Unione Sovietica, dove prese parte a ricerche capitanate da Gustav Hertz per la produzione di acqua pesante.
Nel marzo del 1955 riceve il premio Hervorragender Wissenschaftler des Volkes.
Il 1º maggio 1955 diventa professore ordinario alla Humboldt-Universität zu Berlin. Il 10 novembre del 1955 diventa un membro del Wissenschaftlichen Rates für die friedliche Anwendung der Atomenergie del Consiglio dei Ministri della Repubblica Democratica Tedesca. Dal 1956 fino al 1958 fu presidente dell'Accademia tedesca delle scienze.

## Libri e pubblicazioni
- O. Stern and M. Volmer Über die Abklingzeit der Fluoreszenz, Physik. Zeitschr. 20 183-188 (1919) as cited in Mehra and Rechenberg, Volume 1, Part 2, 2001, 849.
- T. Erdey-Grúz e M. Volmer Z. Phys. Chem. 150 (A) 203-213 (1930)
- Max Volmer, Kinetik der Phasenbildung (1939).
- Max Volmer, Zur Kinetik der Phasenbildung und der Elektrodenreaktionen. Acht Arbeiten. (Akademische Verlagsgesellschaft Geest & Portig K.-G., 1983).
- Max Volmer e L. Dunsch, Zur Kinetik der Phasenbildung und Elektrodenreaktion. Acht Arbeiten. (Deutsch Harri GmbH, 1983).